# 山本勝
山本 勝（やまもと かつ、1935年12月2日 - ）は、日本の俳優である。以前はプロダクション・タンクに所属していた。東京都出身。

## 来歴
水品演劇研究所、劇団民芸出身。

## 出演作品

### テレビ
- 鬼平犯科帳 第1シリーズ 第40話「かわうそ平内」(1970年、NET / 東宝) - 杉田弥兵次
- 助け人走る 第28話「国替大精算」（1974年、ABC / 松竹） - 弥七
- 照柿
- 35歳
- 別れさせ屋
- 戦後最大の疑惑事件・ロッキード事件
- ホタルノヒカリ2
- 87%
- 愛とは決して後悔しない事
- しがらみ太郎の事件簿3
- ラブ・アゲイン
- エ・アロール
- こちら本池上署
- GM〜踊れドクター
- ギフト
- TEAM
- 美女か野獣
- 白い巨塔
- 僕の歩く道
- 拝啓、父上様
- CHANGE
- はぐれ刑事純情派
- 仮面ライダークウガ（蟻川誠一）
- 燃えろ!!ロボコン
- 相棒season6 第8話「正義の翼」（2007年12月12日）- 伝書鳩愛好会 会員 ･ 中川光信役
- 湖に佇つ人
- 美の巨人たち
- 福江島
- 喧嘩太郎

### 映画
- われらの時代
- 硫黄島
- 日本ドロボー物語
- 天平の甍
- ブラック・ボード
- 皇家戦士
- Lie Lie Lie
- スーパースキャンダル
- BROTHER
- 山桜
- 交渉人 THE MOVIE タイムリミット高度10,000mの頭脳戦
- 山本五十六

### 舞台
- 我が魂は輝く水なり
- 子午線の祀り
- アンネの日記
- こわれがめ
- ウィンダミア・レディ
- 熱り
- 海流座公演 「タルチュフ」

### 吹き替え
- 刑事コロンボ 権力の墓穴（コードウェル（マイケル・マクガイア））
- ファニー　(ホルスト・ブッフホルツ)

### VP
- 糖尿病
- 警視庁
- 日本脳卒中学会
- 交通安全教育映画
- みんなで考える防火安全の知恵!
- 防災教育

### その他
- 東京藝術大学大学院映像作品「バイバイラマーノ」